# Roy Jay Glauber
Roy Jay Glauber, ameriški fizik, * 1. september 1925, New York, New York, ZDA, † 26. december 2018.
Glauber je leta 2005 prejel polovico Nobelove nagrade za fiziko »za doprinos h kvantni teoriji optične koherence.«